# Waterville Valley (Nuevo Hampshire)
Waterville Valley es un pueblo ubicado en el condado de Grafton en el estado estadounidense de Nuevo Hampshire. En el Censo de 2010 tenía una población de 247 habitantes y una densidad poblacional de 1,47 personas por km².

## Geografía
Waterville Valley se encuentra ubicado en las coordenadas 43°56′33″N 71°26′52″O / 43.94250, -71.44778. Según la Oficina del Censo de los Estados Unidos, Waterville Valley tiene una superficie total de 168.22 km², de la cual 167.88 km² corresponden a tierra firme y (0.2%) 0.33 km² es agua.

## Demografía
Según el censo de 2010, había 247 personas residiendo en Waterville Valley. La densidad de población era de 1,47 hab./km². De los 247 habitantes, Waterville Valley estaba compuesto por el 97.98% blancos, el 0.4% eran afroamericanos, el 0% eran amerindios, el 0% eran asiáticos, el 0% eran isleños del Pacífico, el 0.4% eran de otras razas y el 1.21% pertenecían a dos o más razas. Del total de la población el 0.4% eran hispanos o latinos de cualquier raza.